# 弗雷多尼亞鎮區 (密歇根州)
弗雷多尼亞鎮區（英語：Fredonia Township）是位於美國密歇根州卡爾霍恩縣的一個行政鎮區。

## 地方資料
弗雷多尼亞鎮區的面積為90.20平方千米，當中陸地面積為88.10平方千米，而水域面積為2.10平方千米。根據2020年美國人口普查的數據，當地共有人口1585人，而人口密度為每平方千米17.57人。